# 卡普林格米爾斯 (密蘇里州)
卡普林格米爾斯（英語：Caplinger Mills）是位於美國密蘇里州錫達縣的非建制地區。

## 歷史
卡普林格米爾斯曾於1852年—1862年、1870年—1913年、1916年—1996年設立郵局。

## 地理
卡普林格米爾斯所處的海拔為高於海平面245米（即804英呎），而該地所採用的時區為UTC-6，即北美中部時區（CST）。同時該地設有夏令時間，為UTC-6調快一小時，即UTC-5（CDT）。